# Шамокша (присілок)
Шамокша (рос. Шамокша) — присілок у Лодєйнопольському районі Ленінградської області Російської Федерації.
Населення становить 679 осіб. Належить до муніципального утворення Лодєйнопольське міське поселення.

## Історія
Згідно із законом від 20 вересня 2004 року № 63-оз належить до муніципального утворення Лодєйнопольське міське поселення.

## Населення
| 1879 | 1885 | 1905 | 1939 | 1961 | 1990 | 1997 |
| ---- | ---- | ---- | ---- | ---- | ---- | ---- |
| 128  | ↘118 | ↗212 | ↗300 | ↘144 | ↗677 | ↗726 |
| 2007 | 2010 |      |      |      |      |      |
| ↗755 | ↘679 |      |      |      |      |      |